# قطارهای هولوکاست
قطارهای هولوکاست شامل قطارهای ترابری می‌شدند که توسط دویچه رایخس‌بان اداره شده و زندانیان و قربانیان هولوکاست را در جریان جنگ جهانی دوم به اردوگاه‌های کار اجباری، کار اجباری و اردوگاه‌های مرگ منتقل می‌کردند.
پاکسازی مردمی که در جریان «راه حل نهایی» مورد هدف قرار گرفتند به دو عامل اصلی وابسته بود: توانایی اردوگاه‌های مرگ برای کشتار با گاز سمی و خلاصی هر چه سریع‌تر از اجساد کشته‌شدگان، و سپس توانایی ترابری ریلی برای انتقال قربانیان از گتوهای نازی‌ها به این اردوگاه‌های پاکسازی. امروزه هنوز مورد اعتمادترین تخمین‌ها از تعداد کشته‌شدگان «راه حل نهایی» به اسناد ثبت‌شده توسط راه‌آهن آلمان استناد می‌کنند.

## نقش راه‌آهن در راه حل نهایی

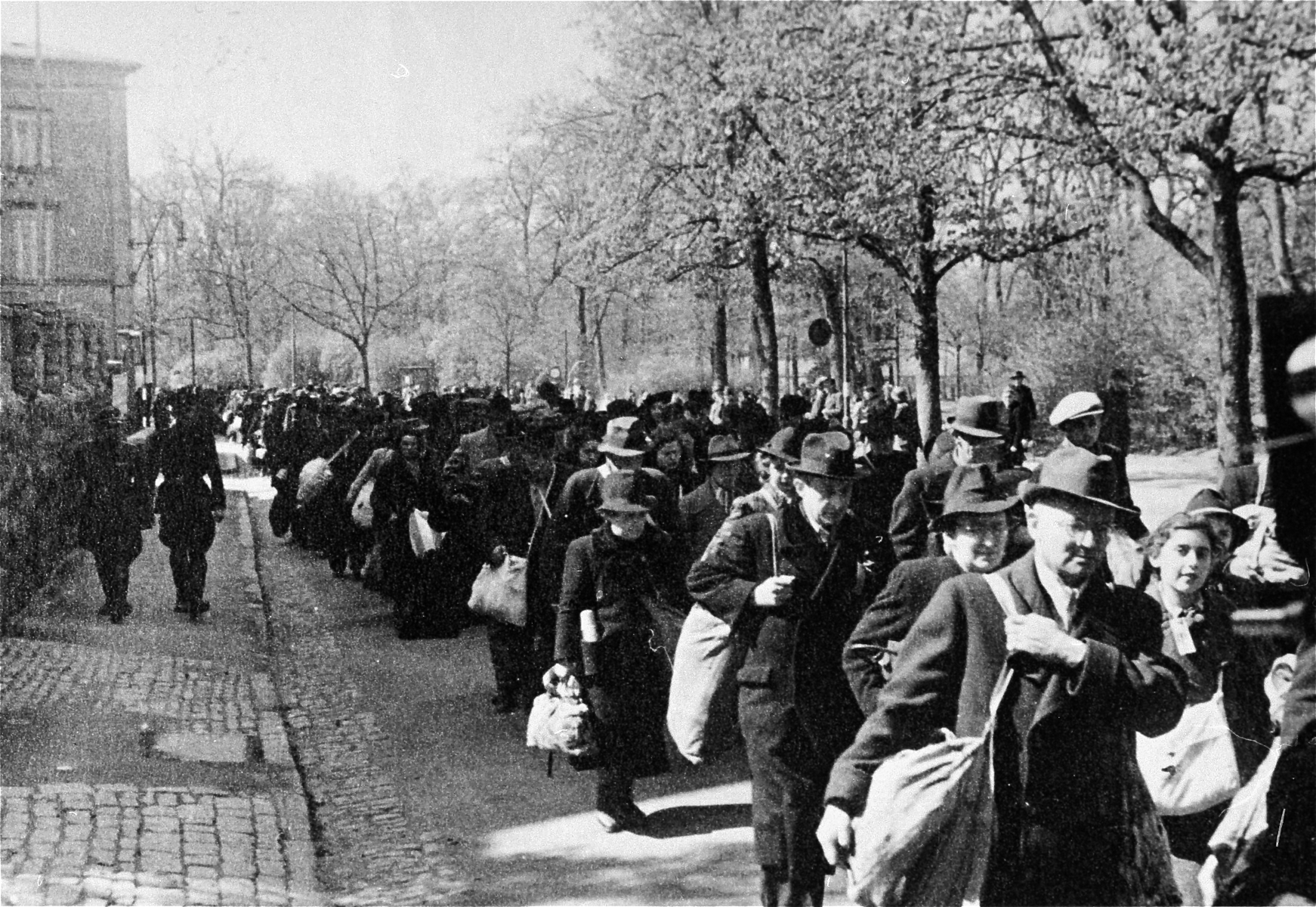
یهودیان از وورتسبورگ تبعید می‌شوند، ۲۵ آوریل ۱۹۴۲. اخراج‌ها در ملأ عام صورت می‌گرفتند و بسیاری از مردم آلمان شاهد آن‌ها بودند.

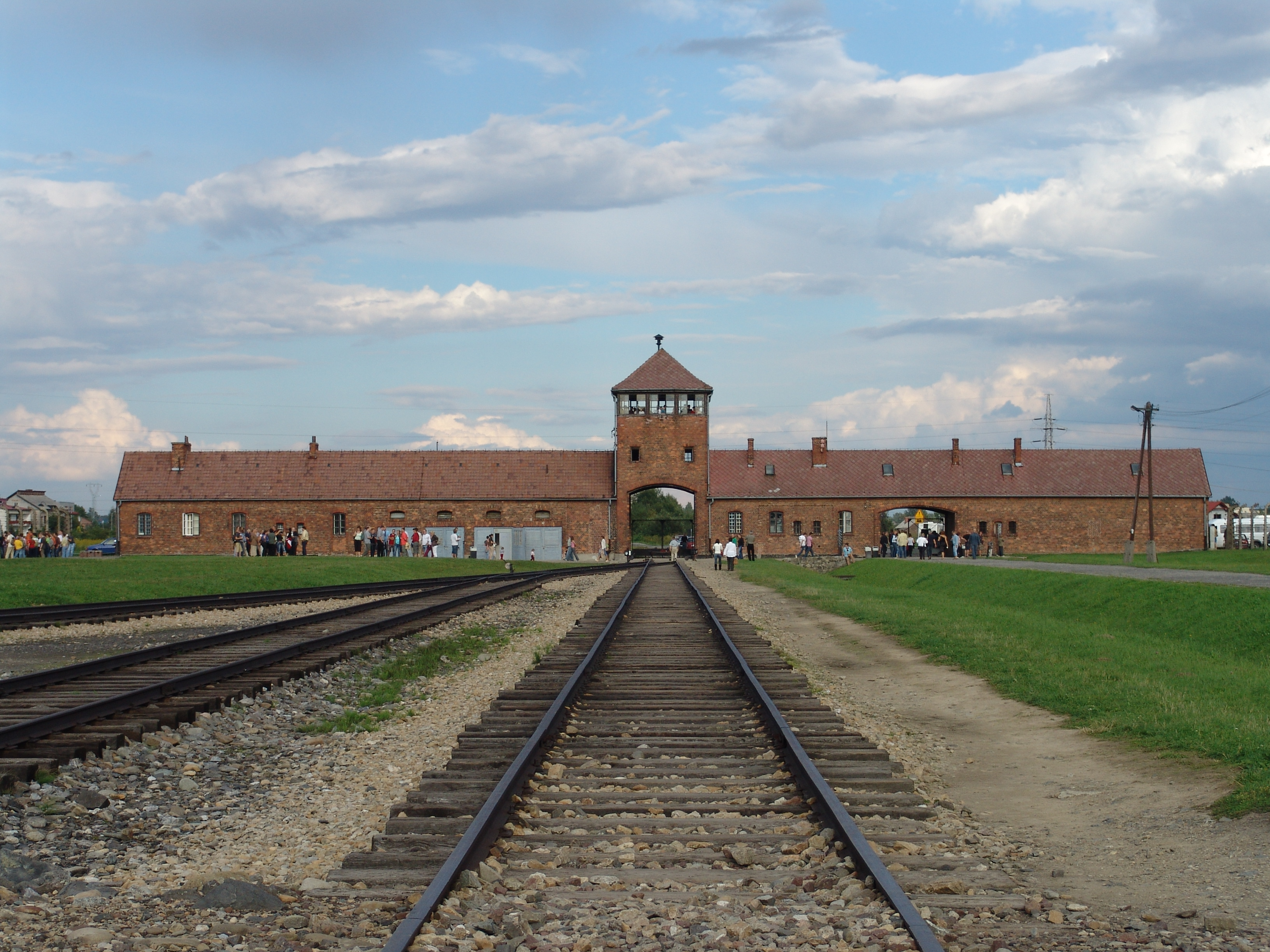
دروازه بدنام موسوم به «دروازه مرگ» در اردوگاه آشویتس در سال ۱۹۴۳ ساخته شد.

در میان مراحل گوناگون هولوکاست، قطارها برای مصارف مختلفی به کار گرفته شدند. در آغاز، این قطارها برای انتقال یهودیان به گتوهای یهودی و نیز انتقال کارگران اجباری به اردوگاه‌های کار اجباری در لهستان و دیگر مناطق به منظور بهره‌کشی اقتصادی استفاده می‌شدند. در ۱۹۳۹، به دلایل تدارکاتی، جمعیت‌های یهودی ساکن در مناطقی از لهستان اشغالی که دور از ریل قطار بودند به اجبار برچیده شدند. تا پایان ۱۹۴۱، نزدیک به ۳٫۵ میلیون یهودی لهستانی از دیگر مردم جدا و به گتوهای اس‌اس منتقل شدند؛ عملیاتی که نیازمند تعداد بسیار زیادی از قطارهای باری بود. گتوهای دائمی دسترسی مستقیم به راه‌آهن داشتند تا بتوان غذای زندانیان را تأمین کرد.
پس از کنفرانس وانزه و تصمیم آلمان نازی به «حل نهایی مسئله یهود»، گتوهای لهستان و دیگر نقاط اروپا برچیده شدند تا یهودیان به اردوگاه‌های مرگ فرستاده شوند. در جریان برچیده شدن این گتوها، قطارهای باری نقشی بسیار اساسی در اجرای «راه حل نهایی» داشتند. رائول هیلبرگ تاریخ‌دان از این قطارها به عنوان «عنصری جدایی‌ناپذیر از ماشین کشتار جمعی» نازی‌ها یاد می‌کند. اگرچه قطارهای حامل زندانیان ظرفیت ریلی‌ای را، که می‌توانست برای انتقال سرباز و مهمات استفاده شود، اشغال می‌کردند، بهره‌گیری از آن‌ها زمان مورد نیاز برای اجرای کشتار در اندازه وسیع را کوتاه می‌کرد. به دلیل آنکه این قطارهای باری – که اغلب برای انتقال دام مورد استفاده قرار می‌گرفتند – به شکل کامل پوشیده بوده و شیشه‌ای به بیرون نداشتند، نیاز به تعداد فراوان سربازان و نیز تخصص مورد نیاز برای آن‌ها کم بود. از این روی، نازی‌ها توانستند با دروغ گفتن دربارهٔ «برنامه بازاستقرار» هم یهودیان گتوها را ترغیب به سوار شدن بر قطارها کنند، و هم وقت کافی برای ساخت تعداد بیشتری اتاق گاز و تجهیزات کشتار جمعی داشته باشند.
نازی‌ها برنامه خود برای «راه حل نهایی» را در لفاف «بازاستقرار در شرق» پنهان کردند. به قربانیان گفته شده بود که به اردوگاه‌های کار اجباری در رایخس‌کومیساریات اوکراین برده می‌شوند. اما در حقیقت، از ۱۹۴۲ به بعد، بیشتر یهودیان منتقل‌شده به اردوگاه‌های مرگ بلزک، خلمنو، سوبیبور، مایدانک، تربلینکا، و آشویتس فرستاده شدند. بعضی قطارها که پیشتر به سوی شرق فرستاده شده بودند تا مهمات را به جبهه شرقی برسانند در راه بازگشت به غرب از تبعیدیان به این اردوگاه‌های مرگ پر می‌شدند. این طرح در نهایت پنهان‌کاری اجرا شد. به نوشته هیدی انگلبرگ، منشی شخصی هیتلر، مارتین بورمان، در جریان گفتگویی تلفنی با هاینریش هیملر که به او دربارهٔ ۵۰٬۰۰۰ یهودی که تا آن هنگام پاکسازی شده بودند اطلاع می‌داد با عصبانیت تذکر داد که «آن‌ها پاکسازی نشده‌اند، تنها تخلیه، تخلیه، تخلیه شده‌اند» و سپس تلفن را کوبیده و قطع کرد.
در طی کنفرانس وانزه، اس‌اس تخمین زده بود که «راه حل نهایی» در نهایت باعث پاکسازی ۱۱ میلیون یهودی اروپایی و نیز یهودیان مناطقی چون ایرلند، سوئد، ترکیه و بریتانیا شود. اخراج‌های گسترده‌ای در این وسعت نیازمند همکاری نزدیک سازمان‌های دولتی از جمله اداره اصلی امنیت رایش (RSHA)، وزارت ترابری رایش و وزارت امور خارجه رایش بود؛ وزارت ترابری مسئول زمان‌بندی حرکت قطارها بود و وزارت امور خارجه مسئول مذاکره با دولت‌های خارجی همدست با آلمان برای «پردازش» یهودیان خود.